# Kodakgallery.com-Sierra Nevada
L'equip Kodakgallery.com-Sierra Nevada (codi UCI: OSN), conegut anteriorment com a Sierra Nevada, va ser un equip ciclista professional estatunidenc de categoria Continental. Va competir de 2002 a 2007.

## Principals victòries
- Tour de Wellington: Eric Wohlberg (2004)

### Grans Voltes
- Tour de França
  - 0 participacions

- Giro d'Itàlia
  - 0 participacions

- Volta a Espanya
  - 0 participacions

## Classificacions UCI
Fins al 1998 els equips ciclistes es trobaven classificats dins l'UCI en una única categoria. El 1999 la classificació UCI per equips es dividí entre GSI, GSII i GSIII. D'acord amb aquesta classificació els Grups Esportius I són la primera categoria dels equips ciclistes professionals. La següent classificació estableix la posició de l'equip en finalitzar la temporada.
| Temporada | Classificació per equips | Millor ciclista en la classificació individual |
| --------- | ------------------------ | ---------------------------------------------- |
| 2002      | 38è (GSIII)              | Chad Gerlach (1704è)                           |
| 2003      | 60è (GSIII)              | Adham Sbeih (1474è)                            |
| 2004      | 22è (GSIII)              | Eric Wohlberg (366è)                           |

L'equip participa en les proves dels circuits continentals i principalment en les curses del calendari de l'UCI Amèrica Tour.
UCI Amèrica Tour
| Temporada | Classificació per equips | Millor ciclista en la classificació individual |
| --------- | ------------------------ | ---------------------------------------------- |
| 2005      | 6è                       | Dominique Perras (34è)                         |
| 2006      | 9è                       | Jackson Stewart (25è)                          |
| 2007      | 13è                      | Dominique Rollin (16è)                         |

UCI Europa Tour
| Temporada | Classificació per equips | Millor ciclista en la classificació individual |
| --------- | ------------------------ | ---------------------------------------------- |
| 2007      | 101è                     | Dominique Rollin (496è)                        |

UCI Oceania Tour
| Temporada | Classificació per equips | Millor ciclista en la classificació individual |
| --------- | ------------------------ | ---------------------------------------------- |
| 2005      | 10è                      | Hayden Godfrey (12è)                           |
| 2006      | 6è                       | Dominique Perras (5è)                          |
| 2007      | 15è                      | Dominique Rollin (24è)                         |